# Josep Costa Prieto
Josep Costa (Barcelona, 1950 - El Prat de Llobregat, 2023) fou un actor, traductor, pedagog i director de teatre català.
Nascut el 16 de gener de 1950, la seva mare provenia de Galícia i el seu pare de Catalunya. Tota la seva infància la va viure al centre de Barcelona fins als 8 anys quan la familia es va mudar al Prat de Llobregat, concretament a les Cases de La Seda. Quan era jove es va inscriure al Liceo Pratense, dirigit per Jaume Codina, i només amb 15 anys començà a treballar a La Seda de Barcelona on també hi treballava el seu pare com a cuiner. El 1967, va viatjar per primera vegada a Itàlia amb els seus pares i aquest viatge comportà un punt d'inflexió que orientaria el desenvolupament de la seva sexualitat.
L'octubre de 1968 es va inscriure a l'Escola Massana, coneguda pels seus programes d'art i disseny. Allà inicià el seu desenvolupament artístic. Del 1969 al 1973  realitza estudis d'interpretació a l'Escola d'Art Dramàtic Adrià Gual. El Josep va trobar un vinil que canviaria la seva perspectiva sobre la poesia i la literatura. Era el poema Kaddish recitat per Allen Ginsberg. D'aquí li vingué l'interès per la Generació beat d'autors nord-americans i els temes de la lluita per la llibertat. Més tard aconseguí el contacte de Ginsberg  i li va escriure per demanar permís per traduïr els seus poemes. L'Allen acceptà i començaren a cartejar-se. El 1987 duu a terme un curs del mateix Ginsberg al Naropa Institute de Boulder, Colorado. Després de moltes esperes, per Sant Jordi de 1987 la versió traduïda al català del Kaddish va sortir finalment a la venda.
El 1975 va fundar el Teatre Kaddish juntament amb un grup d'estudiants de l'Institut Baldiri Guilera del Prat de Llobregat.Començaren a treballar el text Kaddish, però no funcionà i el deixaren per a més endavant. Aquesta primera trobada dels joves de l'institut i Josep van ser el desencadenant de la companyia Teatre Kaddish. Companyia que ell dirigí fins al 2015 i que actualment encara ofereix una producció estable, havent esdevingut un centre de creació i programació de les arts escèniques i en una escola de formació d'actors i actrius, per on han passat diferents generacions pratenques. Del 1987 al 1996 va dirigir conjuntament amb Pep Munné el Teatre Urbà de Barcelona. Assumí la direcció artística del SAT/Centre Urbà de les Arts i l'Espectacle (1993-1995) i del Teatre Artenbrut (2002-2004).  Del 1994 al 2015 feu de professor d'intepretació a l'Escola Memory.
Cal destacar també la seva producció com a traductor d'obres teatrals d'autors com John Patrick Shanley, Sam Shepard, Tony Kushner, Arthur Miller, Christopher Durang, David Mamet, Robert Patrick, Eric Bogosian, David Ives, Larry Kramer, A. R. Gurney o Win Wells. La major part de les obres d'aquests autors tracten temes actuals de quan van ser escrites, anys 80 - 2000. Des de la vida i els sentiments en general, fins a la temàtica gai i la malaltia de la SIDA més en particular. Tal és el cas, per exemple, de la seva traducció al català de “A normal heart” de Larry Kramer amb el títol “Un cor normal”. Obra que, tot i que només es pogué representar durant els anys 1991-1994 com a lectura dramatitzada per manca de suport financer, és considerada com una de les primeres a nivell estatal en donar veu a l’activisme anti-SIDA, en temps on aquesta malaltia era pràcticament innombrable.  De Tony Kushner traduí l'obra Àngels a Amèrica amb la que Josep Maria Flotats inaugurà el TNC el 1996.
L'any 2010 va ser guardonat amb el Premi Ciutat del Prat 2010, per la seva contribució a la vida cultural de la ciutat i la seva tasca al davant del Teatre Kaddish.
El 2018 publica el llibre autobiogràfic La Joie de vivre ː (De les Cases de La Seda al Pont de Brooklyn)
El 25 gener de 2020, a la sala petita del Teatre L'Artesà, va presentar "VIDA", un espectacle de creació que recorria els seus 50 anys de trajectòria sobre els escenaris.
El 16 de març de 2024, en el primer aniversari de la seva mort, es dugué a terme al pati de la Torre Muntadas, seu del Teatre Kaddish, la lectura compartida de la seva versió al català del poema Kaddish de Ginsberg. Acte que es pensa repetir cada any com a memorial seu.

## Obres publicades
Autor:
- Ullsdaiguablaus. Edició privada, 1979

- Les maladies de l’amour. Llibres de l'Índex, 1996

- La joie de vivre. Rúbrica, 2018

Traductor:
- Kaddish i altres poemes. Allen Ginsberg. Edicions del Mall, 1987

- Danny i Roberta. John Patrick Shanley. Editoral Pòrtic, 1988 (Juntament amb Cristina Rihuete)

- Un cor normal. Larry Kramer. Edicions 62, 1989

- Els misteris de Pittsburg. Michael Chabon. Columna, 1989

- Càlam. Walt Whitman. Institut d’Estudis Nord-americans, 1992

- Follia d’amor. Sam Shepard. Edicions 62, 1993
- Poemas escogidos. Allen Ginsberg. Plaza &amp; Janés, 1997

- Cartes d’amor. A.R. Gurney. Edicions 62, 1997

- Cèl.lules T i simpatia. Michael Kearns. Llibres de l'Índex, 1997

- Àngels a Amèricaː El mil·lenni s'acosta. Tony Kushner. Teatre Nacional de Catalunya, 1997

- Matilda, peón de circo. Michelle Chalfoun. Lumen, 1998

- Veritat i mentida. David Mamet. Columna, 1999

- Verdadero y falso. David Mamet. Ediciones del Bronze, 1999

- Muchos amores. Allen Ginsberg. Plaza &amp; Janés, 2000

- Verdadero y falso. David Mamet. Alba Editorial, 2011

Col·laboracions:
- Amores iguales. Antologia de la poesía Gay y Lésbica. Luis Antonio de Villena. Editorial la esfera de los libros, 2002

- Homosexualitat a l’inici del Segle XXI. Antoni Mirabet iMullol. Claret, 2000

- El moviment gai a la clandestinitat del franquisme. 1970-1975. Armand de Fluvià. Laertes, 2003